# Henri t'Kint de Roodenbeke-de Naeyer
Henri-Marie Comte t'Kint de Roodenbeke-de Naeyer (14 avril 1817 - 6 novembre 1900) est un homme d'État belge, président du Sénat belge et ministre d'État de Belgique.

## Origines et jeunesse
Né à Bruxelles le 14 avril 1817, Henri-Marie est le fils ainé de François-Joseph t'Kint de Roodenbeke (1792-1878), commissaire du roi Guillaume Ier des Pays-Bas auprès de la Caisse d'Amortissement, et de Thérèse-Catherine Ellinckhuyzen (1795-1850). Les t'Kint descendent du lignage de Bruxelles "Roodenbeke" par le mariage de Jean t'Kint (mort en 1486) avec Catherine van der Meeren du lignage Roodenbeke. Il eut trois frères et deux sœurs : Pierre, mort en bas âge, Georges, ancêtre de la branche française, Josse-Dominique, auteur de la branche liégeoise, aujourd'hui[Depuis quand ?] éteinte, Barbe et Marie.
Henri commence sa carrière comme employé de la Banque de Naeyer à Gand. C'est là qu'il rencontre Zoé-Isabelle, fille d'Eugène-Joseph de Naeyer, propriétaire de la banque qu'il épouse le 7 septembre 1841.

## Carrière politique

### À la Chambre des Représentants
Nourrissant des ambitions politiques, Henri publie anonymement une étude intitulée Réflexions sur la question des Flandres en 1847. Il est élu la même année député de Gand, sur la liste du parti libéral.
Au Parlement, le jeune député prend part à l'élaboration du budget destiné au développement économique, aux voies navigables et à l'industrie textile de la Flandre. Il se spécialise ensuite dans les problèmes sociaux. Il devient le modèle du libéralisme social en étant le rapporteur des lois du 8 mai 1850 instituant la Caisse générale de retraite et du 3 avril 1851 relatives aux sociétés de Secours mutuel. Il participe aussi à la rédaction des lois sur la réforme des Monts de Piété, sur les établissements de bienfaisance, les pensions, les distilleries, les droits de succession, le crédit foncier, les brevets d'invention et à la loi instituant la banque nationale.
Secrétaire de la Chambre des Représentants, il est battu avec le parti libéral à Gand en 1857.

### Au Sénat
Après sa défaite, il se retire de la vie politique et gère les biens de sa femme.
En 1862, après le décès de Monsieur de Block, sénateur d'Eeklo, le Parti Catholique lui offre l'investiture. Il sera réélu sans discontinuité jusqu'au 27 mai 1900.
Il jouera un rôle actif dans de multiples domaines allant de la révision du code pénal à la législation électorale et de l'organisation de l'armée au vagabondage et à la mendicité.
Élu président de la Commission permanente pour les sociétés des secours mutuels, il est aussi membre de la Commission administrative de la Caisse d'Épargne et de Retraite, commissaire de la Société Générale pour favoriser l'industrie belge. Il participa aux commissions d'organisation de la délégation belge aux Expositions de Paris (1867), de Londres (1871 et 1872) et de Vienne (1873).
Président de la Commission sénatoriale des Affaires Étrangères, il fait rapport sur presque tous les projets de loi sur les traités internationaux. Son initiative en faveur de l'arbitrage international est adoptée à l'unanimité.
Deuxième secrétaire du Sénat (1870-1874), puis premier secrétaire (1874-1884), second vice-président (1884-1885) et enfin premier vice-président (1885-1892), il est élu à la présidence du Sénat le 26 avril 1892, à la suite du décès du comte de Merode-Westerloo.
Il est nommé ministre d'État le 9 juin 1890.

## Missions diplomatiques
En 1856, le député de Gand est adjoint, en tant que conseiller d'ambassade, à la mission, conduite par le Prince de Ligne, en Russie pour le couronnement du Tsar Alexandre II.
En décembre 1868, Henri t'Kint de Roodenbeke est choisi pour conduire la mission extraordinaire auprès du Duc régnant de Saxe-Meiningen et du Duc et Prince régnant d'Anhalt pour annoncer le décès de Léopold Ier et l'avènement de Léopold II. Le nouveau Roi des Belges lui confie des lettres personnelles à remettre à ses cousins.

## Fin de carrière
En raison de sa santé précaire et de son âge avancé (83 ans), il renonce à se représenter au Sénat pour les élections du 27 mai 1900. Son fils, le baron Arnold t'Kint de Roodenbeke est élu à son siège. Il lui succédera à la présidence du Sénat en 1922.
Le comte t'Kint de Roodenbeke décède le 6 novembre 1900 en son hôtel de la rue Ducale, à Bruxelles. Il est inhumé dans le caveau de famille, à Ooidonk.

## Distinctions et Décorations
Il obtient le 26 mai 1900 la concession du titre de comte, transmissible par ordre de primogéniture masculine.
Il a été nommé grand cordon de l'Ordre de Léopold le 29 septembre 1894.
Autres décorations :
- Croix Civique de 1re Classe
- Grand Croix de l'Ordre de Saint-Grégoire le Grand
- Grand Croix de l'Ordre de la Branche Ernestine de Saxe
- Grand Croix de l'Ordre de la Couronne de Fer d'Autriche
- Grand Croix de l'Ordre d'Albert l'Ours d'Anthalt
- Commandeur de l'Ordre de Sainte-Anne de Russie
- Commandeur de l'Ordre de Danneborg de Danemark